# Consejo Nacional de la Resistencia
El Consejo Nacional de la Resistencia fue el órgano que dirigió y coordinó los distintos movimientos de la Resistencia francesa, de la prensa, de los sindicatos y de los miembros de partidos políticos hostiles al gobierno de Vichy a partir de mediados de 1943.

## El CNR con Jean Moulin
Su primer presidente fue Jean Moulin, delegado del General de Gaulle. Este consejo era deseo de De Gaulle para unificar los diferentes movimientos de resistencia que se habían formado de modo espontáneo después de la derrota y de su proclama de 18 de junio de 1940, al día siguiente de la solicitud de armisticio por parte del Mariscal Pétain.
En efecto, los movimientos de Resistencia (exceptuando los Francotiradores Partisanos y otros miembros de la resistencia de filiación comunista) estaban a menudo desorganizados y no estaban suficientemente coordinados, según los dirigentes de la Francia Libre. En especial, muchos maquisards no mantenían relaciones entre sí y ese fraccionamiento de los movimientos de resistencia impedía cualquier acción común organizada y por tanto eficaz.
Así, Jean Moulin, fiel a De Gaulle, pasa a ser representante del general el 1 de enero de 1942 para unificar al conjunto de movimientos de resistencia. La fusión se producirá el 27 de mayo de 1943 con la primera reunión del Consejo Nacional de la Resistencia (CNR) desarrollada en el apartamento de René Corbin, en París.

## Miembros del CNR (27 de mayo de 1943)
La primera reunión (27 de mayo de 1943) reunió, además de a Moulin y sus dos colaboradoress, Pierre Meunier y Robert Chambeiron
- los representantes de los ocho grandes movimientos de resistencia:
  - Pierre Villon del Front national,
  - Roger Coquoin (Ceux de la Libération)
  - Jacques Lecompte-Boinet (Ceux de la Résistance)
  - Charles Laurent (Libération-Nord)
  - Pascal Copeau (Libération-Sud)
  - Jacques-Henri Simon (Organisation civile et militaire)
  - Claude Bourdet (Combat)
  - Eugène Claudius-Petit (Franc-Tireur).

- También se unieron los representantes de los dos grandes sindicatos del periodo de anteguerra:
  - Louis Saillant por la CGT
  - Gaston Tessier por la CFTC

- Y los representants de los seis principales partidos políticos de la Tercera República:
  - André Mercier por el PCF
  - André Le Troquer por la SFIO
  - Marc Rucart por los radicales
  - Georges Bidault por los democracristianos
  - Joseph Laniel por la Alianza Democrática (derecha moderada y laica)
  - Jacques Debû-Bridel por la Federación Republicana (derecha conservadora y católica)

Esta reunión tendrá una importancia política considerable, tal y como lo expone Robert Chambeiron:

Después del 27 de junio, los estadounidenses ya no pueden dudar de la legitimidad de De Gaulle. Francia se convierte en un país aliado por completo y, como tal estará presente tras la capitulación del ejército nazi, el 8 de mayo de 1945. Por otra parte, los Aliados deben abandonar su proyecto de ser ellos los que administren Francia conforme vaya siendo liberada. Y gracias al CNR y a de Gaulle, Francia será, tras la creación de la ONU una de las cinco grandes potencias para ocupar una plaza permanente en el seno del Consejo de Seguridad

## El CNR después de Jean Moulin
Pero poco después de su creación Jean Moulin que era el presidente, tras una denuncia, es capturado en Caluire por las SS. Será torturado durante tres días por el propio Klaus Barbie, y morirá durante su traslado a Alemania sin confesar nada a sus torturadores. Su silencio impedirá que los nazis desmantelen el CNR. Sin embargo, éste decide por seguridad terminar con las sesiones plenarias y constituye un ejecutivo de cinco miembros, cada uno de los cuales representa a su propia corriente y otras dos corrientes sus acciones, al mando de Alexandre Parodi, delegado general y de Georges Bidault, nuevo presidente. El 15 de septiembre de 1944, Louis Saillant le sucederá al frente del CNR.

## El programa político del CNR
El CNR encarga a un Comité la elaboración de una plataforma política para Francia después de la Liberación. Adoptado el 15 de marzo de 1944 tras meses de negociaciones, el programa del Consejo Nacional de la Resistencia está muy marcado por la renovación social y por la influencia de los grupos comunistas como el Front National, sobre todo el la parte II "Medidas para aplicar tras la Liberación del territorio", que quiere instaurar una auténtica "democracia social", bajo un régimen de economía planificada.
Entre las medidas contempladas y aplicadas tras la liberación, hay que recordar la nacionalización de la energía, de los seguros y de la banca, la creación de la Seguridad Social... Esas acciones han constituido hasta nuestros días gran parte del estado social de la segunda mitad del siglo XX en Francia.